# Gastrodia wuyishanensis
Gastrodia wuyishanensis är en orkidéart som beskrevs av Da M.Li och C.D.Liu. Gastrodia wuyishanensis ingår i släktet Gastrodia och familjen orkidéer. Inga underarter finns listade i Catalogue of Life.